# Alfredo Rodrigues Gaspar
Pour les articles homonymes, voir Rodrigues (homonymie).
Alfredo Rodrigues Gaspar (Funchal, 1865 - Lisbonne, 1er décembre 1938) est un officier et homme d'État portugais. Rodrigues Gaspar est Président du Ministère de l'un des nombreux gouvernements de la Première République portugaise.